# Lawson (gruppo musicale)
I Lawson sono un gruppo musicale pop rock britannico formatosi nel 2009. Il gruppo ha conosciuto un buon successo con il suo progetto di debutto e ha ottenuto 7 top 20 hit nel mercato britannico.

## Storia del gruppo
I Lawson si sono formati nel 2009: inizialmente era chiamato The Grooves, ma già nel 2010 ha assunto nome di Lawson. Sempre nel 2010, il gruppo ha iniziato a pubblicare cover su YouTube, riuscendo successivamente ad esibirsi nel prestigioso Wireless Festival. Nel settembre 2011 ha firmato un contratto con la Polydor Records e nel periodo successivo si è esibita come "open act" per importanti artisti come Avril Lavigne, The Wanted, Will Young e Jessie J.
Il primo singolo ufficiale è When She Was Mine, uscito nel maggio 2012. Il secondo singolo Taking Over Me è stato pubblicato nell'agosto 2012. Entrambi hanno raggiunto le prime posizioni delle classifiche britanniche. 
Nel mese di ottobre è uscito il primo album Chapman Square, che ha raggiunto la posizione numero 4 della Official Albums Chart. Nei primi mesi del 2013 il gruppo intraprende un tour che tocca anche Nord America e Australia.
Nel luglio 2013 pubblicano il singolo Brokenhearted, che li ha visti collaborare con il rapper statunitense B.o.B. L'album Chapman Square Chapter II, riedizione dell'esordio, è uscito nel mese di ottobre.
Nel maggio 2015 pubblicano il singolo Roads, che anticipa il secondo album in studio.

## Formazione
- Andrew Christopher "Andy" Brown - voce, chitarra
- Adam James Pitts - batteria
- Joel Gilchrist Peat - chitarra
- Ryan Gary Fletcher - basso

## Discografia

### Album
- 2012 - Chapman Square
- 2013 - Chapman Square / Chapter II

### EP
- 2013 - iTunes Festival: London 2013
- 2015 - Lawson
- 2020 - Four Letters

### Singoli
- 2012 - When She Was Mine
- 2012 - Taking Over Me
- 2012 - Standing in the Dark
- 2012 - Learn to Love Again
- 2013 - Brokenhearted (featuring B.o.B.)
- 2013 - Juliet
- 2015 - Roads